# Musée Talleyrand
Un espace est dédié à Charles-Maurice de Talleyrand-Périgord (1754-1838) au château du marais à Val-Saint-Germain (Essonne), ancienne propriétaire de la légataire universelle de Talleyrand.
La carrière de l'homme d'État français y est retracée à partir d'une collection de gravures, peintures et caricatures.